# Monasterio de San Moisés el Abisinio
El Monasterio de San Moisés el Abisinio (en árabe: دير مار موسى الحبش) es una comunidad monástica de la iglesia católica siria, situada cerca del pueblo de Nabk, a unos 80 kilómetros al norte de Damasco, en las laderas orientales del llamado anti-Líbano. La iglesia principal del complejo monástico alberga preciosos frescos que datan de los siglos XI y XII después de Cristo.
Según la tradición local de San Moisés el Abisinio este fue el hijo de un rey de Etiopía. Se negó a aceptar la corona, honores, y el matrimonio, y en su lugar se veía trabajando para el reino de Dios. Viajó a Egipto y luego a la Tierra Santa. Después, vivió como monje en Qara, Siria, y luego como un ermitaño no muy lejos de allí, en el valle de lo que hoy es el monasterio.